# オオイシカゲガイ
オオイシカゲガイ(basket cockle)は、ザルガイ科の大型で食用の海産二枚貝である。
カリフォルニア州の湾岸及び太平洋岸北西部を原産とし、ベーリング海から南カリフォルニアでも見られる。カリフォルニア州や太平洋岸北西部の住民は、これを食用にする。